# NGC 3930
NGC 3930 ist eine Balken-Spiralgalaxie vom Hubble-Typ SBc im Sternbild Großer Bär am Nordsternhimmel. Sie ist schätzungsweise 42 Millionen Lichtjahre von der Milchstraße entfernt und hat einen Durchmesser von etwa 35.000 Lj.
Das Objekt wurde am 17. März 1787 von dem Astronomen William Herschel mit seinem 18,7-Zoll-Spiegelteleskop entdeckt.